# Telephanus gomyi
Telephanus gomyi es una especie de coleóptero de la familia Silvanidae. Descrito en 1992 por Oldfield Thomas.

## Distribución geográfica
Habita en Isla Reunión.